# Trattato dell'Aia (1720)
Il trattato dell'Aia del 1720 chiuse la guerra della Quadruplice Alleanza, combattuta da Gran Bretagna, Francia, Austria e Paesi Bassi contro l'Impero Spagnolo, iniziata di fatto nell'estate del 1717 quando un contingente di 8.000 soldati spagnoli era sbarcato in Sardegna, allora parte dell'impero asburgico. Il conflitto aveva visto fronteggiarsi le quattro potenze europee, Gran Bretagna, Francia, Austria e Paesi Bassi, contro la Spagna di Filippo V e del cardinale Alberoni. Fu siglato a L'Aia il 20 febbraio 1720.
La Spagna usciva sconfitta dalla guerra, principalmente grazie all'intervento della flotta inglese che a Capo Passero (Siracusa) distrusse gran parte di quella spagnola rendendo difficile alla Spagna il sostegno alle sue truppe sbarcate prima in Sardegna e poi in Sicilia. Il trattato fu in gran parte una conferma di quello di Utrecht (marzo-aprile 1713), che aveva chiuso la guerra di successione spagnola.
La Spagna ne uscì profondamente colpita perdendo i suoi possedimenti europei, ancorché Filippo V fosse stato confermato sul trono spagnolo; il sovrano iberico ottenne però che il figlio Carlo, avuto dalla consorte Elisabetta, subentrasse ai Farnese come duca di Parma e Piacenza e granduca di Toscana alla estinzione prossima della linea maschile dei Farnese e di quella dei Medici, dei quali Elisabetta era anche l'erede legittima per parte di nonna. Infatti, il duca Francesco Farnese (1678  – 1727) non aveva figli ed il fratello Antonio (1679  –  1731) all'epoca non era ancora sposato. Nonostante Antonio si fosse preoccupato di sposarsi per assicurare alla dinastia un erede, al subentro come duca al fratello, ciò non avvenne. In Toscana, era allora regnante il granduca Cosimo III de' Medici (1642 – 1723), ormai piuttosto anziano; i possibili discendenti, dopo la morte senza eredi di Ferdinando de' Medici (1663  – 1713), si erano ridotti ad uno, Giangastone de' Medici (1671  – 1737), del quale era nota l'omosessualità, sposato dal 1697 ad Anna Maria Francesca di Sassonia-Lauenburg, ma ormai separato dalla moglie e privo di eredi.
Il trattato dispose inoltre che il Regno di Sicilia fosse assegnato all'Austria, anziché rimanere a Vittorio Amedeo II di Savoia, al quale fu assegnato in cambio il Regno di Sardegna.